# Ectot-lès-Baons
Ectot-lès-Baons ist eine französische Gemeinde mit 398 Einwohnern (Stand: 1. Januar 2022) im Département Seine-Maritime in der Region Normandie. Die Gemeinde gehört zum Arrondissement Rouen und zum Kanton Yvetot. Die Bewohner werden Ectotais und Ectotaises genannt.

## Geografie
Ectot-lès-Baons liegt in der Landschaft Pays de Caux im Zentrum des Départements, etwa 30 Kilometer nordwestlich von Rouen. Nachbargemeinden von Ectot-lès-Baons sind Étoutteville im Norden und Nordwesten, Grémonville im Osten und Nordosten, Flamanville im Osten und Südosten, Écalles-Alix im Süden sowie Baons-le-Comte und Les Hauts-de-Caux mit Veauville-lès-Baons im Westen.
Durch die Gemeinde führen die Autoroute A29 und die Autoroute A151.

## Bevölkerungsentwicklung

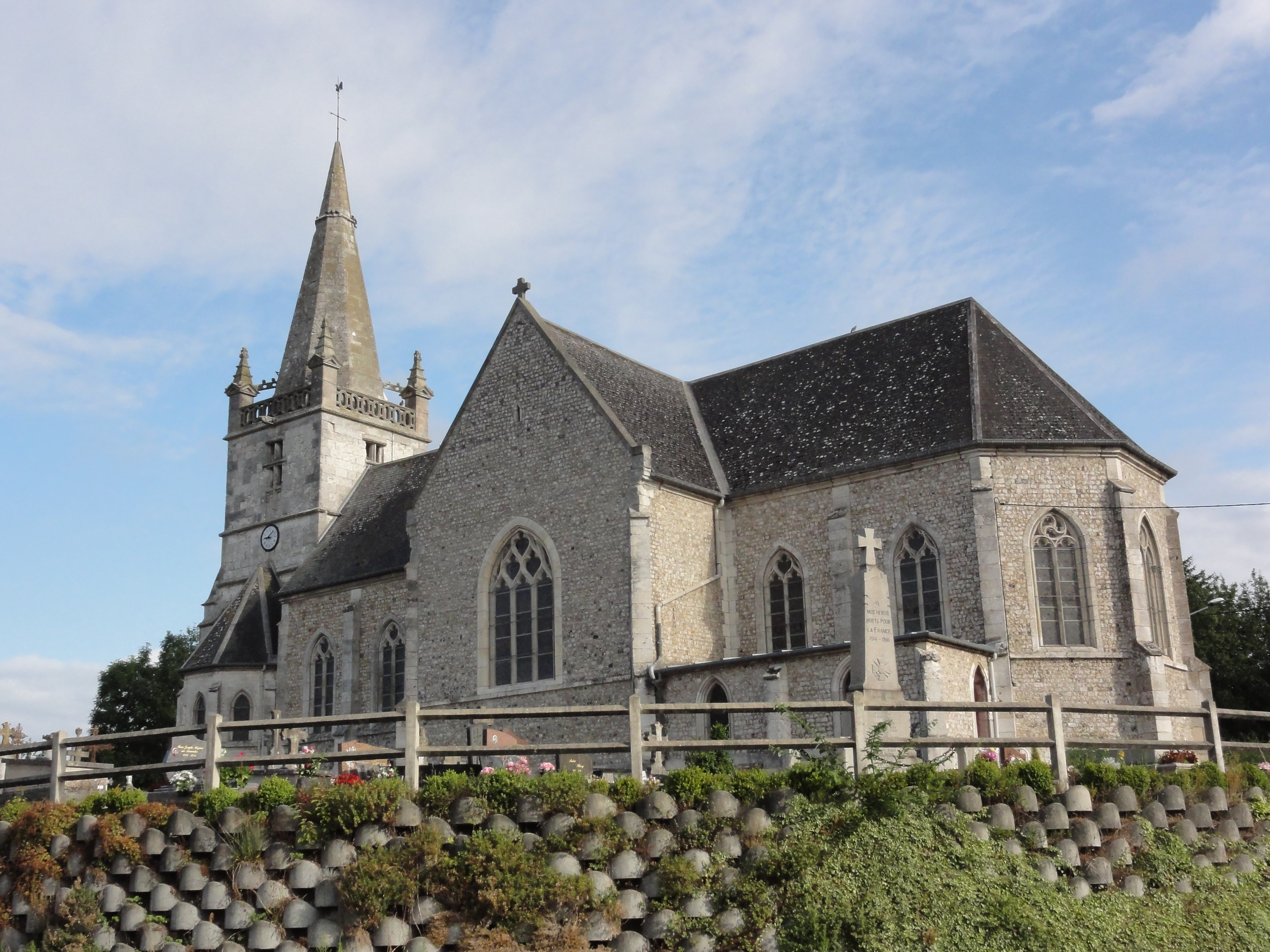
Pfarrkirche Notre-Dame

| Jahr                       | 1962 | 1968 | 1975 | 1982 | 1990 | 1999 | 2006 | 2013 | 2020 |
| Einwohner                  | 249  | 232  | 317  | 355  | 355  | 383  | 405  | 397  | 397  |
| Quellen: Cassini und INSEE |      |      |      |      |      |      |      |      |      |

## Sehenswürdigkeiten
- Pfarrkirche Notre-Dame. Ihr Glockenturm mit einem Helm aus Stein datiert aus dem 13. Jahrhundert. Die restlichen Teile des Gebäudes sind von 1857 bis 1862 neu gebaut worden.